# Henrik I., kralj Engleske
Henrik I. (1068. — 1. prosinca 1135.) bio je engleski kralj.
Sin je Vilima Osvajača i mlađi brat engleskog kralja Vilima II. Riđeg. Postao je kralj 1100. godine naslijedivši krunu od svog starijeg brata Vilima. Godine 1105. u Normandiji je porazio svog starijeg brata Roberta, te time osvojio Normandiju. Time su ponovno ujedinjeni angloromanski posjedi. Vodio dugotrajne ratove s francuskim grofovima. Kvalitetno je ustrojio državnu administraciju i riznicu koja je zbog njegove česte odsutnosti zbog ratovanja bila prisiljena nametati visoke poreze.
Svoj položaj u Engleskoj učvrstio je ženidbom sa škotskom princezom Matildom, koja je bila iz roda anglosaskih kraljeva. Poticao je učinkovitost državne uprave i ograničio zloporabe koje su počinjene u ime kraljevske vlasti. Popularnost među Anglosasima stekao je i time što im je izdao Povelju o slobodama (Charta libertatum), koja je bila podloga kasnije Velike povelje slobode (Magna charta libertatum).
Henrik je iza sebe ostavio više od dvadesetoro izvanbračne djece (kao što je Sibila Normanska), a jedini zakoniti sin Vilim Adelin utopio se prilikom prelaska Engleskog kanala, stoga je velike nade polagao u kćer Matildu. Nakon Henrikove smrti krunu je Matildi osporio Stjepan.